# 跳蚤 (詩)
《跳蚤》（英語：The Flea），為英國玄學派詩人鄧約翰的詩作。詩的主旨是在描述主角向其愛人求歡，藉由一隻小小跳蚤來作為說服依據。

## 創作背景
《跳蚤》的確切完成時間已經不可考，首次出版是在1633年，即鄧約翰過世的兩年後。鄧約翰創作的時間背景是伊莉莎白時代，即英國的黃金時代。英國的文藝復興在這段期間達到高峰，因此鄧約翰受到當時濃厚人文思想薰陶的影響。

## 基本資料
《跳蚤》是鄧約翰玄學詩(metaphysical poetry)風格的代表作品。玄學詩是17世紀英國巴洛克時期出現的一種文學運動，作者經常透過在詩作中賣弄學問，並利用比喻創造獨特的意象，以表現出自己帶戲謔的機智。
整首詩分成三節，每節押的尾韻分別是「aabbccddd，eeaaffbbb，ggbbhhbbb」，即「二二二三，二二二三，二二二三」的押韻。第一節最後三行的尾字分別是 “woo”、“two”、“do”，第二節最後三行的尾字是 “me”、“be”、“thee”，第三節最後三行的尾字是 “be”、“me”、“thee”，透過這種形式反映內容，各行之間藉此互相緊密扣合，同時利用多次重複押韻來加強敘述者的要旨。

## 內容解析
鄧約翰將一隻微不足道的跳蚤比喻成主角與他的愛人、他們的婚床、婚禮的教堂等等，這種將看似不相干的物品或事物湊在一起，善用怪異、鮮明觸目的比喻，激出讀者更大膽與狂野的想像，語不驚人死不休，也展現了寫者的機智與創意，就是玄學派奇想的最佳展現。本詩借用許多宗教意象，更添詼諧的效果，也說明所做之事不是異端之行為，而是十分莊嚴的。詩中所說話的人並不等於是作者，所以並不能果斷地認為這是鄧約翰在描寫自身經歷的詩作。
從詩的內容可以推斷主角與他的愛人正在床上，而主角正在向愛人求歡，希望能夠及時行樂。不過愛人顯然還有些遲疑，並未答應主角。就在此時一隻跳蚤出現了，叮了兩人各一口，主角便藉此發揮，向愛人說明在她遲疑不決時他們就已經在跳蚤體內結合，跳蚤是他們的教堂、婚床，是他們兩人結合之處，且在跳蚤體內他們是比在彼此體內結合還要來得更緊密，意即都如此親密的結合在一起了，就不需要再害臊多慮，可以放心接受主角的求歡。在此之後還能看見作者有條有理的隨著愛人即將打死跳蚤，以及打死跳蚤的行為持續進行他的辯論，振振有詞地說服著愛人。
在愛人打死跳蚤後，作者又改變了說服的方式，不再著墨於跳蚤的高貴，反而將重點擺在愛人打死跳蚤的這個動作，說明殺死跳蚤是輕易之舉，而我們僅損失了一滴血，那麼接受主角的求歡也將是如此輕易且對她無所傷害的，所消耗的將不過是一滴血一般的代價。

## 作品影響

### 前期（17世-18世紀）
《跳蚤》寫於1608年，收錄在鄧約翰死後於1633年出版的第一部詩集Biathanatos中，當時英國正處於伊莉莎白時代，流行講究雕飾、甜美華麗的傳統愛情詩，而鄧約翰的詩風節奏有力，語言生動，想象新穎而大膽，常使用莎士比亞式的機智的隱喻，將激情與推理融為一體，為當時陳腐的詩歌重新注入活力，《跳蚤》一詩也充分展現了這些特色，因此有一批詩人開始模仿其詩風，如喬治·赫伯特、理查德·克拉肖和亨利·沃恩等人，而後以鄧約翰為首的這些人被稱為「玄學派詩人」，但他們的這種詩歌風格在當時並沒有被廣泛肯定，並長期受人爭議。

### 後期（19世紀末期至今）
19世紀末期，人們多厭倦當時受浪漫主義的影響而語言陳腐的詩歌形式，而這時鄧約翰的詩作正好說出了當代人們真實的生活境遇，同時他也曾經唾棄傳統愛情詩的陳情濫調，在詩的意象、觀念、節奏和形式上大膽創新，這正與浪漫主義末期時人們極力想擺脫傳統的想法相符合，因此讀者重新審視了鄧約翰與玄學派詩人的作品，並迸發出巨大的興趣，美國著名詩人T.S.艾略特更是對他情有獨鍾，二人的詩風也有頗多相似之處，常用新奇和乍看難以理解的象徵手法。20世紀初，鄧約翰的作品重新受到人們推崇，他在英國詩人中的地位從此產生了翻天覆地的變化，被公認為文學大師。

## 評論
女性主義對於本詩有批評的聲音，認為男性主導地位，擁有特權才能說出這種敏感的玩笑，並不斷說服女性來滿足自己的需求，而當時的社會將貞操的裂破與罪惡以及恥辱視為同等，且用以評估女性的價值，男主角卻在女主角為了保全名譽，理智地殺死跳蚤拒絕求愛後，表示不屑與氣憤。女性在詩中處於被動，並在詩中一言不發，可見並沒有發語權，說出來的話也只能透過男性來陳述。
但也有反對此種批評的說法，認為女主角一開始的不屈服，到最後殺死了跳蚤，代表並沒有讓男主角得逞，掌握了自身的身體自主權，讓男女實際上是站在平等的位置上。